# Jordi Ausàs
Jordi Ausàs i Coll (Seo de Urgel, 3 de marzo de 1960) es un político español, perteneció a Esquerra Republicana de Catalunya.

## Biografía
Es el pequeño de 4 hermanos. Casado y con tres hijos varones. Profesor de EGB por la UB y maestro de catalán, ha sido director de la escuela de Escaldes en el Principado de Andorra. Se ausentó de Seo de Urgel en su juventud por motivos laborales de su familia, pero volvió ya de adulto.
Fue Consejero de Gobernación de la Generalidad de Cataluña. Fue alcalde de Seo de Urgel entre julio de 2003 y el 11 de marzo de 2008. Desde 1995 es también diputado del Parlamento de Cataluña, siendo el candidato de ERC para la aún no reconocida veguería del Alto Pirineo y el primero o segundo (ha alternado) para la demarcación electoral de la provincia de Lérida.
En el partido ERC ocupó el cargo de consejero nacional y en el Parlamento de Cataluña presidió la Comisión de Agricultura, Ganadería y Pesca (1999-2003).

## Imputación en un caso de contrabando
El 12 de julio de 2012 fue detenido  por la policía catalana (Mozos de Escuadra) en colaboración con la Guardia Civil junto a otros seis presuntos delincuentes más en una operación de contrabando de tabaco desde Andorra, la cual había siendo seguida desde mayo del mismo año. Jordi Ausàs presuntamente formaba parte de un grupo organizado especializado en contrabando de este producto y se estima en 300.000 euros el valor del material incautado en su domicilio particular a tenor de sus actividades delictivas. La orden de prisión fue revocada en septiembre del mismo año.